# Egidio Torre Cantú
Egidio Torre Cantú (Ciudad Victoria, Tamaulipas, 19 de junio de 1957) es un político mexicano, miembro del Partido Revolucionario Institucional, partido por el que fue postulado candidato a Gobernador de Tamaulipas, en sustitución de Rodolfo Torre Cantú, su hermano, asesinado el 28 de junio de 2010 . Fue gobernador de Tamaulipas para el periodo de 2011 a 2016.

## Biografía
Egidio Torre Cantú es ingeniero civil de egresado del Instituto Tecnológico y de Estudios Superiores de Monterrey; tiene además una maestría en ingeniería civil de la Universidad de Texas en Austin.  Fue regidor del ayuntamiento y luego Presidente Municipal de Ciudad Victoria de 2000 a 2001, al solicitar licencia Enrique Cárdenas del Avellano para ser candidato a diputado federal.
Ha sido varias veces señalado como propietario de una constructura que ha recibido la asignación de numerosos contratos por obras de gobierno de las cuales habría resultado beneficiado; sin embargo, el Congreso de Tamaulipas declaró que no habría conducta delictiva que perseguir en dichos casos.
El 29 de junio de 2010 fue propuesto por el comité estatal del PRI en Tamaulipas, como candidato a la gubernatura del estado en sustitución de su hermano Rodolfo Torre Cantú, asesinado el día anterior, 28 de junio, y ratificado como tal el 30 de junio.
Obtuvo la mayoría de los votos en las elecciones constitucionales del 4 de julio de 2010, recibiendo la constancia de mayoría y el consiguiente nombramiento como gobernador electo el 10 de julio. Asumió el cargo el 1 de enero de 2011 y lo concluyó el 30 de septiembre de 2016.

## Controversias
Egidio Torre pavimentó una calle en el municipio de Reynosa con el nombre del fundador del Cártel del Golfo, Juan Nepomuceno Guerra; con una inversión de 8,5 millones de pesos. Esta medida provocó que medios nacionales hicieran una cobertura periodística del hecho.